# 天主教東京總教區

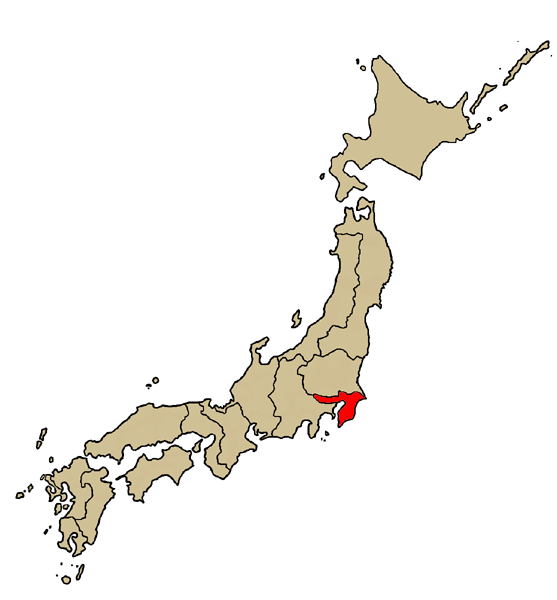
東京總教區管轄範圍圖

天主教東京總教區（日语：／ katorikku tōkyō daishikyōku ?）是天主教會在日本首都東京設置的總教區，也是日本三個總教區之一。其轄區包括東京都和千葉縣。東京總教區所轄的東京教省，則包含橫濱、埼玉、新潟、仙台和札幌等5個教區。
根據2006年的統計，緫教區有教友95,362人，在近年外籍教友人數急速上升，並和本地教友人數相等。總教區設立78個堂區，及有394名司鐸。現任總主教為菊地功樞機。

## 歷史
1876年5月22日，聖座將日本天主教會的管區，從原本單一的日本宗座代牧區分為南緯、北緯2個宗座代牧區，東京當時屬於日本北緯宗座代牧區（簡稱北日本代牧區），但教座當時設於橫濱。至1878年，宗座代牧從橫濱遷駐至東京築地的築地教會。北日本代牧區成立之時的轄區，包括中部、關東、東北、信越、北海道等地方，至1891年4月17日再將北海道與東北地方分出另立函館代牧區（今仙台教區）。
1891年6月15日，日本建立聖統制，北日本代牧區改名升格為東京總教區，當時為日本唯一的總教區；轄區仍為中部與關東地方，成立初期的教區主教則主要由巴黎外方傳教會會士擔任。在1912年與1922年，東京總教區分別劃出新潟監牧區（今新潟教區）和名古屋監牧區（今名古屋教區）。同樣在1912年，東京總教區的教座從築地教會遷至東京市小石川區（今東京都文京區）的關口教會，即今之聖瑪利亞座堂。1937年，東京總教區再劃出神奈川等8縣為橫濱教區，並開始由日本籍神職人員掌理教務，此後維持現今的管轄範圍。

## 歷任主教
| 就職時間 | 卸任時間 | 總主教姓名                               | 所屬修會／團體 |
| -------- | -------- | ---------------------------------------- | -------------- |
| 1891年   | 1906年   | 皮埃爾-馬利·奧塞（）                     | 巴黎外方傳教會 |
| 1906年   | 1910年   | 皮埃爾-沙勿略·穆加布爾（）               | 巴黎外方傳教會 |
| 1911年   | 1912年   | 法蘭索瓦·彭納（）                        | 巴黎外方傳教會 |
| 1912年   | 1927年   | 尚-皮埃爾·雷（）                         | 巴黎外方傳教會 |
| 1927年   | 1937年   | 尚-巴蒂斯特-亞歷西斯·夏波（）            | 巴黎外方傳教會 |
| 1937年   | 1970年   | 土井辰雄（首任日本籍者，1960年晉升樞機） | 教區聖職       |
| 1971年   | 2000年   | 白柳誠一（1994年晉升樞機）               | 教區聖職       |
| 2000年   | 2017年   | 岡田武夫                                 | 教區聖職       |
| 2017年   | 現任     | 菊地功（2024年晉升樞機）                 | 聖言會         |

## 堂區
為了因應未來可能的堂區整編，東京總教區自2003年的復活節起，以3至4個位置相近的堂區為單位設置「傳教協力體」（日语：宣教協力体），以促成堂區間在教務上的合作與發展。
| - 千葉北東部 - 習志野教會 - 成田教會 - 佐原教會 - 銚子教會 - 千葉中央 - 西千葉教會 - 千葉寺教會 - 東金教會 - 茂原教會 - 安房、上總 - 鴨川教會 - 木更津教會 - 館山教會 - 五井教會 - 東葛飾 - 豐四季教會 - 松戶教會 - 龜有教會 - 京葉 - 市川教會 - 葛西教會 - 小岩教會 - 潮見教會 - 荒川、足立 - 足立教會 - 梅田教會 - 町屋教會 - 三河島教會 - 下町 - 淺草教會 - 上野教會 - 本所教會 | - 北、文京 - 赤羽教會 - 關口教會 - 本鄉教會 - 韓人教會 - 中央、千代田 - 麴町教會 - 神田教會 - 築地教會 - 大島教會 - 港、品川 - 麻布教會 - 高輪教會 - 目黑教會 - 六本木教會 - 大田 - 大森教會 - 蒲田教會 - 洗足教會 - 世田谷北 - 赤堤教會 - 世田谷教會 - 初台教會 - 松原教會 - 玉川通 - 三軒茶屋教會 - 澀谷教會 - 瀨田教會 - 世田谷南 - 上野毛教會 - 田園調布教會 - 碑文谷教會 | - 豐多摩北 - 板橋教會 - 北町教會 - 志村教會 - 豐島教會 - 豐多摩南 - 下井草教會 - 關町教會 - 德田教會 - 武藏野北 - 秋津教會 - 清瀨教會 - 小平教會 - 武藏野南 - 荻窪教會 - 吉祥寺教會 - 高圓寺教會 - 多摩東 - 多摩教會 - 調布教會 - 府中教會 - 多摩南 - 成城教會 - 町田教會 - 多摩北 - 秋留野教會 - 青梅教會 - 小金井教會 - 立川教會 - 多摩西 - 高幡教會 - 豐田教會 - 八王子教會 - 泉町教會 |

## 外部連結
- 東京總教區官方網站 （页面存档备份，存于） （日語）（英文）